# Цапело ди Кампања
Цапело ди Кампања је насеље у Италији у округу Катанија, региону Сицилија.
Према процени из 2011. у насељу је живело 17 становника. Насеље се налази на надморској висини од 414 м.